# Taher Elgamal

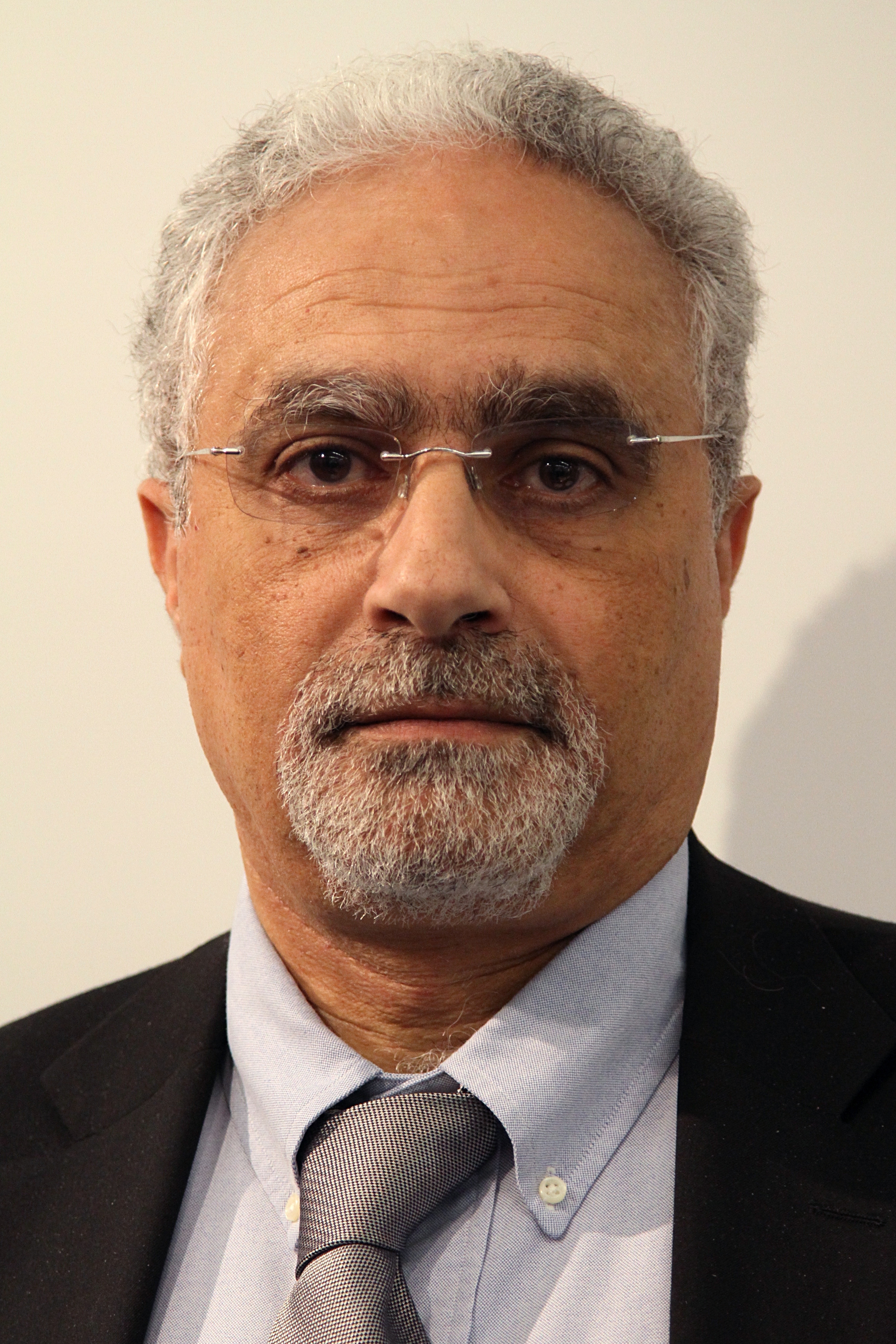
Taher Elgamal.

"Taher Elgamal" (18 de agosto de 1955) es un reconocido criptógrafo egipcio.

## Logros
Entre sus principales aportes destacan ser el inventor de la firma digital y uno de los desarrolladores del protocolo SSL.

## Ocupación
Desde 2013 trabaja en SalesForce como CTO de seguridad.